# Ksenia Solo

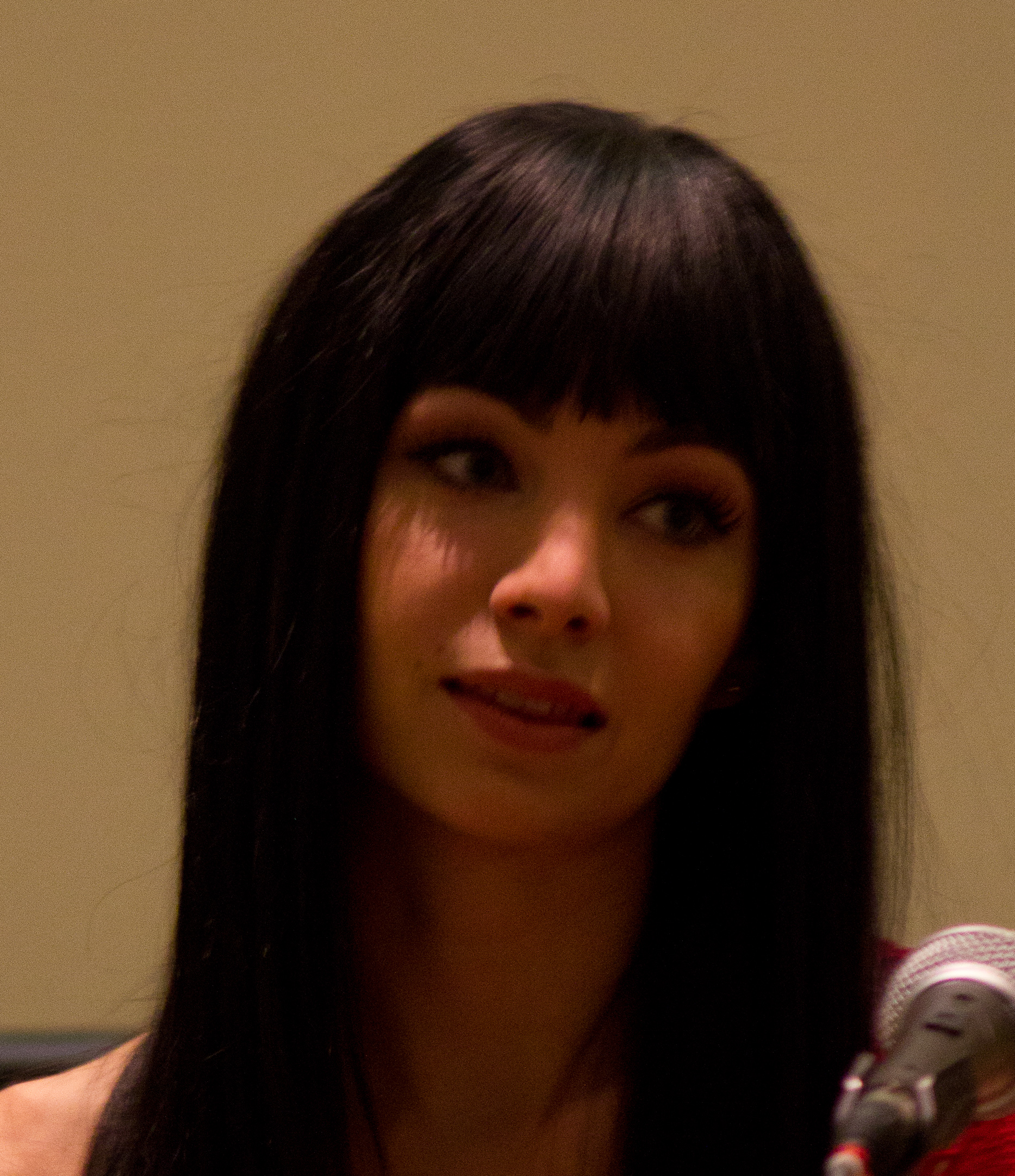
Ksenia Solo (2011)

Ksenia Solo (ur. 8 października 1987 w Rydze) – kanadyjska aktorka rosyjskiego pochodzenia, która wystąpiła m.in. w filmie Czarny łabędź i serialach Zagubiona tożsamość, Druga szansa, Szpiedzy z Waszyngtonu.

## Filmografia

### Filmy
| Rok  | Tytuł                                     | Rola             | Uwagi       |
| ---- | ----------------------------------------- | ---------------- | ----------- |
| 2001 | A Man of Substance                        | Hannah           | krótkometr. |
| 2001 | My Louisiana Sky                          | Abby Lynn Anders |             |
| 2001 | What Girls Learn                          | Girl             |             |
| 2002 | Sins of the Father                        | Lucinda          |             |
| 2003 | The Republic of Love                      | Micheline        |             |
| 2003 | Defending Our Kids: The Julie Posey Story | Kristyn Posey    |             |
| 2006 | Love Thy Neighbor                         | Erin Benson      |             |
| 2010 | Czarny łabędź                             | Veronica         |             |
| 2011 | The Factory                               | Emma             |             |
| 2016 | Schronisko                                | Holly Garling    |             |
| 2017 | Another You                               | Sydney Jameson   |             |
| 2017 | W poszukiwaniu Felliniego                 | Lucy             |             |
| 2017 | Tulipani: Liefde, eer en een fiets        | Anna             |             |

### Telewizja
| Rok     | Tytuł                     | Rola                      | Uwagi               |
| ------- | ------------------------- | ------------------------- | ------------------- |
| 2000    | I Was a Sixth Grade Alien | Xhanthippe                | 1 odc.              |
| 2000    | Ziemia: Ostatnie starcie  | Kathy Simmons             | 1 odc.              |
| 2002    | Adventure Inc.            | Natalie                   | 1 odc.              |
| 2004    | Poszukiwani               | Megan Hahn                | 1 odc.              |
| 2004–08 | renegadepress.com         | Zoey Jones                | gł. rola, 52 odc.   |
| 2005    | Kojak                     | Angela Howard             | 1 odc.              |
| 2007    | Dowody zbrodni            | Lena                      | 1 odc.              |
| 2008    | Pod osłoną nocy           | Bonnie Morrow             | 1 odc.              |
| 2009    | Detoks                    | Callie Bell               | 1 odc.              |
| 2010–11 | Druga szansa              | Natasha Siviac            | gł. obsada, 13 odc. |
| 2010–15 | Zagubiona tożsamość       | Mackenzie "Kenzi" Malikov | gł. rola, 67 odc.   |
| 2011    | Nikita                    | Irina                     | 1 odc.              |
| 2015    | Orphan Black              | Shay Davydov              | 6 odc.              |
| 2015–17 | Szpiedzy z Waszyngtonu    | Peggy Shippen             | gł. obsada, 20 odc. |
| 2018    | Simpsonowie               | Anastasia Alekova (głos)  | 1 odc.              |
| 2019–20 | Project Blue Book         | Susie Miller              | gł. obsada          |